# Irine Kimais
Irine Jepchumba Kimais (10 ottobre 1998) è una mezzofondista keniota.

## Biografia
Nel 2023 vincendo la mezza maratona di Barcellona con il tempo di 1h04'37" ha stabilito l'ottava miglior prestazione cronometrica di sempre su questa distanza.

## Palmarès
| Anno | Manifestazione     | Sede     | Evento                     | Risultato | Prestazione | Note                                     |
| ---- | ------------------ | -------- | -------------------------- | --------- | ----------- | ---------------------------------------- |
| 2019 | Giochi Panafricani | Rabat    | 10000 m piani              | 4ª        | 32'05"12    |                                          |
| 2023 | Mondiali           | Budapest | 10000 m piani              | 4ª        | 31'22"19    | Miglior prestazione personale stagionale |
| 2023 | Mondiali su strada | Riga     | Mezza maratona individuale | 5ª        | 1h08'02"    |                                          |
| 2023 | Mondiali su strada | Riga     | Mezza maratona a squadre   | Oro       |             |                                          |

## Campionati nazionali
2019
- 5ª ai campionati kenioti, 10000 m piani - 31'32"45

2023
- Oro ai campionati kenioti, 10000 m piani - 31'56"37

## Altre competizioni internazionali[1]
2019
- Bronzo ai Giochi Mondiali militari ( Wuhan), 5000 m piani - 15'29"74

2021
- Argento agli FBK Games ( Hengelo), 10000 m piani - 30'37"24
- 8ª alla Mezza maratona di Madrid ( Madrid) - 1h12'31"

2022
- Oro alla Roma-Ostia ( Roma) - 1h06'03"
- Bronzo alla Mezza maratona di Berlino ( Berlino) - 1h06'34"
- 7ª alla Mezza maratona di Valencia ( Valencia) - 1h07'11"

2023
- Oro alla Mezza maratona di Barcellona ( Barcellona) - 1h04'37"
- Oro alla Mezza maratona di Praga ( Praga) - 1h06'00"